# کراسنایا اسلوبودا (سرزمین آلتای)
کراسنایا اسلوبودا (به لاتین: Krasnaya Sloboda) یک منطقهٔ مسکونی در روسیه است که در سرزمین آلتای واقع شده‌است.